# Томас де ла Ру
Томас де ла Ру (англ. Thomas de la Rue, 24 березня 1793, — 7 червня 1866) — друкар з Гернсі, який заснував Де Ла Ру, поліграфічну компанію, яка є найбільшою у світі комерційною компанією з виробництва спеціального паперу, грошових знаків і захищених документів.

## Біографія
Народився в Форесті в Гернсі в родині Елеазара де ла Ру (Eleazar de la Rue) і Рахіль де ла Ру (Rachael de la Rue, уроджена Allez). Томас де ла Ру працював підмайстром майстер-друкаря в місті Сент-Пітер-Порт у 1803 році.
Він розпочав свій бізнес з Томом Greenslade, разом вони заснували газету Le Publiciste. Незабаром після цього Томас де ла Ру заснував своє власне видання, Le Miroir Politique.
У 1816 році він покинув Форест і переїхав у Лондон, де спочатку заснував бізнес з виготовлення солом'яних капелюхів. Потім у 1830 році разом з Самуїлом Корнішем(Samuel Cornish)і Вільямом Роком(William Rocki) він заснував бізнес «виготовлення карт, гаряче тиснення і емалювання». У 1831 році, De La Rue було надано право друкувати гральні карти. У наступному році було надруковано першу партію карт.
До 1837 його дружина, два сини Вільям Фредерік (William Frederick) і Воррен Де ла Рю і старша дочка були залучені в бізнес. У 1855 році Томас став лицарем Ордену Почесного легіону. У 1858 році він пішов з Де Ла Ру, вручивши управління бізнесом своїм синам.
Томас де ла Ру помер у Лондоні в 1866 році.

## Сім'я
Він одружився з Джейн Воррен (17.06.1789 — 22.09.1858 рр.) 21 березня 1816 року. У них було шість дочок і два сини: Мері, Елізабет, Джорджіани, Луїза, Джейн, Воррен і Вільям.

## Пам'ять
Пошта Гернсі (Guernsey Post) випустила два комплекти поштових марок у честь досягнень Томаса де ла Ру, у 1971 і 1993 роках. Існує паб у Сент-Пітер-Порті, Гернсі, названий на його честь.